# Симеон Владов
Симеон Николов Владов е български театрален, филмов, телевизионен и озвучаващ актьор, и певец. Известен е с изявите си в театрални постановки, дублажи на филми и сериали и музикални проекти.

## Ранен живот
Владов е роден на 1 април 1966 г. в град Ботевград.
През 1984 г. завършва ППМГ „Акад. проф. д-р Асен Златаров“ в Ботевград. През 1986 г. е приет във ВИТИЗ „Кръстьо Сарафов“ от професор Любомир Кабакчиев, който умира малко след това. Завършва класа на професор Димитрина Гюрова с асистент Пламен Марков през 1991 г.

## Актьорска кариера

### Кариера в театъра
Играл е в Пернишкия и Монтанския театър, в частния "Свободен театър" и театър „Инверсия“. През сезон 1997 – 1998 играе във „Фрагменти“ на Драматичен театър „Монтана“.
През 2012 г. играе в поетично-музикалния спектакъл „Любов, пламък бял...“, в партньорство с композитора Росалин Наков.
През 2013 г. играе в моноспектаклите „Най-сетне край“ от Петер Турини на режисьора Радослав Йорданов, и „Любовта не може просто да отмине“ под режисурата на Радослав Гизгинджиев (който е автор на пиесата).
През 2017 г. играе в комедията „Брачни безумия“ на театър „Криле“ на режисьора Алексей Кожухаров, в който си партнира с Милица Гладнишка, Милена Маркова-Маца, Жанет Миковска, Николай Тодоров и Божидар Минков.
През 2018 г. Владов изпълнява ролята на Хари в мюзикъла Mamma Mia! в Софийската опера на режисьора академик Пламен Карталов
През 2020 г. играе в комедията „На един пръст от рая“ на театър „Криле“ на режисьора Алексей Кожухаров, но е отложен заради пандемията от COVID-19.
През 2021 г. играе в комедията „Гласове под наем“ на театър „Криле“ на режисьора Христо Ботев, който си партнира с Гергана Стоянова, Виктор Танев и Симона Трайкова.
В същата година играе в първата българска джаз опера „Вечеря в Манхатън“ в „Нов театър - НДК“.

### Кариера в киното и телевизията
Първата му роля в киното е в „Право на избор“, филм на Емил Цанев през 1989 г.
През 90-те години участва в музикалното предаване „Ретемания“ на режисьорката Цветана Янакиева, излъчван по Ефир 2 на БНТ, където си партнира с Албена Чакърова.
През 2001 г. за кратко е водещ в предаването „Еко пътепис“ на Канал 1.
Сред участията му в киното и телевизията съдържат „Песъчинка от света“, „Нова приказка за стари вълшебства“ (като Принц), „Сивата зона“ (като Пазачът), „Пратеника на кралицата“, „Орденът“, „Пътят към върха“ (като бащата на Кристиян), „Знакът на българина“, „Връзки“ (като Пациент), „Момичето от Низката Земя“ (като Портиерът), „Откраднат живот“ (като доцент Мечев във втори сезон, озаглавен „Маските падат“) и „Лъвский: Европеец в Българско“ (като Васил Левски).

## Музикална кариера
В началото на 90-те години за кратко е част от разпадналата се група „Сноб“.
През 2020 г. изпълнява песента „Българският тъпан“, втора песен от проекта „Пеещи артисти“, по текст на Георги Константинов, музиката е на Красимир Гюлмезов.
През 2021 г. изпълнява „Рядък екземпляр“, дванадесета песен от проекта „Пеещи артисти“.
През март 2022 г. изпълнява „Някой друг“ в дует с Ангел Проданов.
През юни 2022 г. изпълнява „Като птиците“ в дует с Гергана Стоянова.

## Кариера на озвучаващ актьор
Владов започва да се занимава с озвучаване на реклами, филми и сериали през 1993 г. Един от първите му филми е „Ловци на духове“ за БНТ, където озвучава Дан Акройд, изпълняващ ролята на д-р Реймънд Стенц. Първият сериал с негово участие е италиански. Най-известен е с работата си по „Съдружници по неволя“, „От местопрестъплението: Маями“, „Как се запознах с майка ви“, „Войната вкъщи“, „Герои“ и „1001 нощ“. Той е гласът на радио N-JOY.
На 27 март 2009 г. печели наградата „Икар“ в категория „най-добър дублаж“ (тогава наричана „Златен глас“) за дублажа на „Гордост“, където е номиниран заедно с Татяна Захова за „Едно момиче в Аляска“ и Елена Русалиева за „Грозната Бети“.
През 2022 г. получава втора награда „Икар“ в категорията „Най-добър дублаж“ за всички роли на Еди Мърфи в „Смахнатият професор“, заедно с Георги Георгиев-Гого за Луцифер в „Луцифер“ и Илиян Пенев за Пучини в „Пучини“.

## Други дейности
Владов е председател на фондация „Галатея“.
През 2021 г. става член на „Свободен артистичен съюз“ (САС).

## Личен живот
Има един син, Преслав Владов от първия си брак, роден през 1999 г. В момента има връзка с журналистката Гергана Въглярска.

## Частична филмография
- „Право на избор“ (1989)
- „Песъчинка от света“ (1998)
- „Нова приказка за стари вълшебства“ (1999) – принц I
- „Сивата зона“ (2001) – Пазач
- „Орденът“ (2001) – Украински полицай
- „Пътят към върха“ (2007) – Бащата на Кристиян
- „Връзки“ (2015) – Пациент
- „Момичето от Низката Земя“ (2015) – Портиерът
- „Откраднат живот“ (2016) – Доцент Мечев
- „Лъвский: Европеец в Българско“ (2017) – Васил Левски
- „Съни бийч“ (2022) – Прокурор

## Музикални клипове
- 2021 – „Шапка с ноти“ (Група Спринт)[37]
- 2021 – „Сама си“ (Марин Христе)